# Chirqa

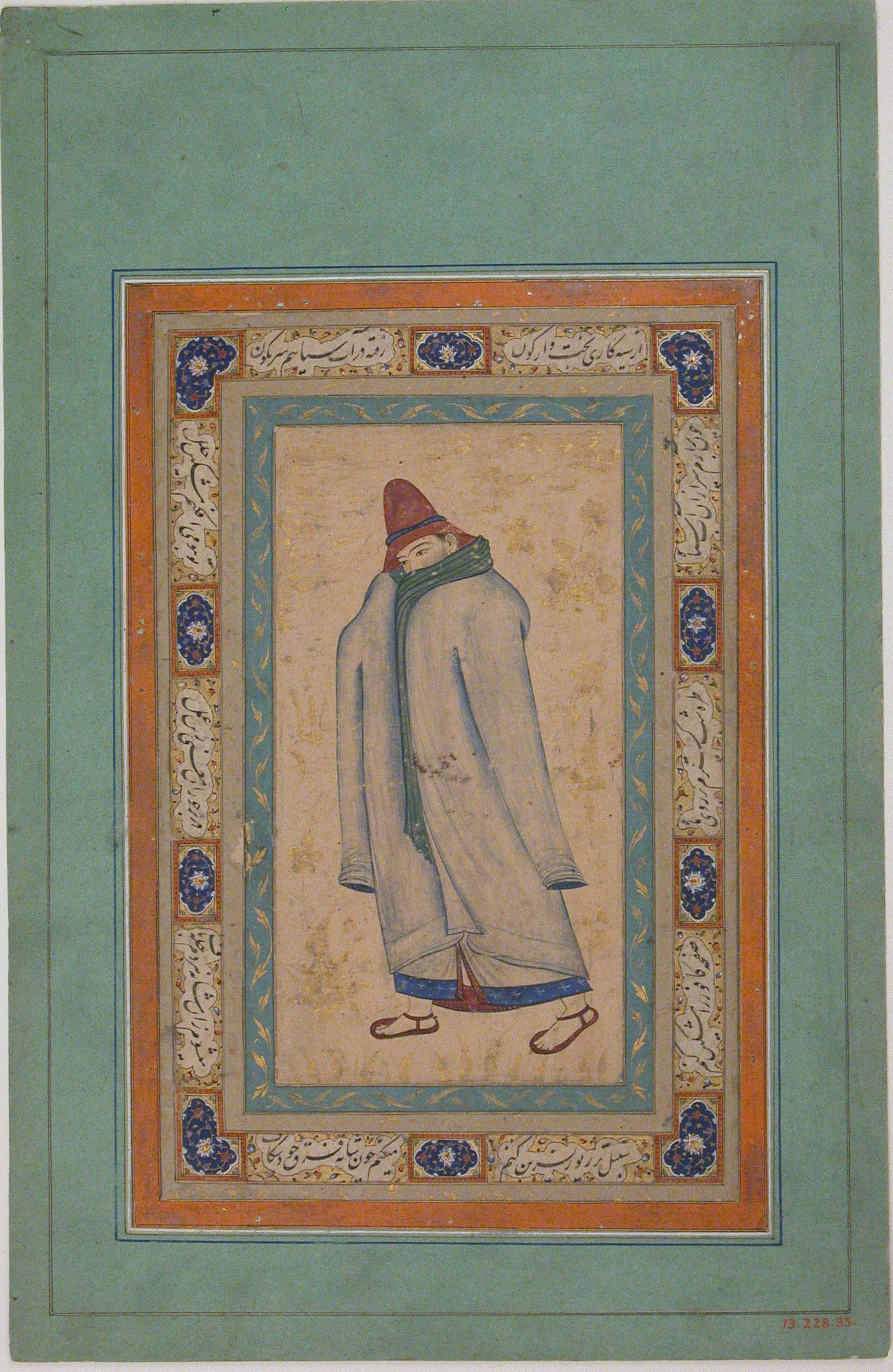

Die Chirqa (arabisch خِرْقَةٌ, wörtl. Lappen) ist ein wollener Mantel, der meist aus einzelnen Stoffstücken genäht wurde und im Sufismus einem Adepten (Murīd) bei seiner Aufnahme in einen Sufi-Orden überreicht wird. Wer eine Chirqa erhalten hat, bleibt seinem Scheich für immer geistig verbunden.
Die Verwendung einer Chirqa bei der Aufnahme in einen Sufi-Orden ist seit dem 8. Jahrhundert bezeugt. Seit dem 11. Jahrhundert besteht die Initiationszeremonie durch einen Sufi-Scheich aus drei Elementen:
- Weitergabe der esoterischen Lehre (talqīn) und Erläuterung des Dhikr
- Treuegelöbnis gegenüber dem Scheich (Baiʿa bzw. achdh al-'ahd)
- Investitur durch Übergabe der Chirqa. Diese besteht aus zwei Teilen:
  - Chirqat at-tabarruk (Chirqa der Segnung), mit welcher die Segenskraft vom Gründer des jeweiligen Ordens auf den amtierenden Scheich übertragen wird.
  - Chirqat al-wird (Chirqa des mystischen Gebets), womit die spirituelle Kette vom Propheten bis auf den Ordensgründer veranschaulicht wird.[1]

Nach einer Legende geht die Chirqa auf die Himmelfahrt Mohammeds zurück, der nach seiner Nachtreise seine damals getragenen Kleider an seine Lieblingsschüler verteilt haben soll.
Wesen und Bedeutung der Chirqa beschreibt der andalusische Mystiker Ibn Arabi in seinem Werk al-Futūḥāt al-Makkīya („Die mekkanischen Offenbarungen“).